# Upi
Upi (cũng có tên là Bắc Upi) là một đô thị hạng 3 ở tỉnh Maguindanao, Philippines. Theo điều tra dân số năm 2000 của Philipin, đô thị này có dân số 51.141 người trong 9.975 hộ.

## Các đơn vị hành chính
Upi được chia ra 23 barangay.
| - Bantek - Bayabas - Blensong - Borongotan - Bugabungan - Bungcog - Darugao - Ganasi | - Kabakaba - Kibleg - Kibucay - Kiga - Kinitaan - Mirab - Nangi - Nuro (Poblacion) | - Ranao Pilayan - Rempes - Renede - Renti - Rifao - Sefegefen - Tinungkaan |